# Акула-молот крилоголова
Акула-молот крилоголова (Eusphyra blochii) — єдиний вид акул, у роді Великоголова акула-молот, родини акул-молотів (Sphyrnidae).

## Опис
Загальна довжина досягає 186 см, зазвичай 1,2-1,4 м. Голова масивна. Має Т-подібні дуже вузькі вирости на голові з дуже широким розмахом, що віддалено нагадує крила. Звідси походить назва цієї акули. Розмах виростів-«крил» сягають 40 % (інколи 50 %) довжини усього тіла. Очі відносно великі, округлі, з мигальною перетинкою. Розташовані у торцях виростів. Ніздрі великі, подовжені, зсунуті до кінчика морди. Відстань між ніздрями у 2 рази більше за ширину рота. Рот серпоподібний. На верхній щелепі розташовано 15-16 робочих зубів, на нижній — 14. Зубі невеличкі, гострі. У неї 5 пар зябрових щілин, п'ята пара розташована над грудними плавцями. Тулуб стрункий. Грудні плавці помірно великі, серпоподібні. Має 2 спинних плавця, з яких перший набагато перевищує задній. Розташовано трохи позаду грудні плавців. Задній плавець розташовано навпроти анального. Хвостовий плавець великий, гетероцеркальний, верхня лопать доволі довга.
Забарвлення сіра або сіро-коричневе. Черево має білуватий колір.

## Спосіб життя
Тримається на прибережній мілині континентальних і острівних шельфів. Більшу частину часу перебуває біля дна. Живиться головоногими молюсками (кальмарами, невеличкими восьминогами, каракатицями), ракоподібними (креветками, лангустами). При пошуку здобичі активно використовує електросенсорні органи відчуття, якими всіяно нижню сторону виростів-крил (їх деякий вчені асоціюють з «міношукачем» здобичі).
Статева зрілість у самців настає при розмірах 1-1,1 м, самиць — 1,1-1,2 м. Це живородна акула. Вагітність триває 8-9 місяців. Самиця народжує 6-25 акуленят завдовжки 35-42 см. Має низьку здатність до репродукції.
Є об'єктом промислового вилову, перш за все в Таїланді, Малайзії, Індонезії, Філіппінах. Цінується смачне м'ясо та плавці. Внесено до Червоної книги МСОП.
Не зафіксовано випадку нападу крилоголової акули-молоту на людей.

## Розповсюдження
Мешкає північних та північно-західних районах Індійського океану: від Перської затоки до берегів Малаккського півострова; в Тихому океані: від акваторії Індонезії до узбережжя Китаю і Тайваня. Також часто трапляється біля узбережжя північної Австралії.